# Alfons Higl
Alfons Higl (Aindling, 17 dicembre 1964) è un allenatore di calcio ed ex calciatore tedesco, di ruolo difensore, vice allenatore dello Zurigo.